# Campeonato Europeo Sub-16 de la UEFA 1993
El Campeonato Europeo Sub-16 de la UEFA 1993 se llevó a cabo en Turquía del 26 de abril al 8 de mayo y contó con la participación de 16 selecciones infantiles de Europa provenientes de una fase eliminatoria.
Polonia venció en la final a Italia para conseguir su primer título continental de la categoría.

## Participantes
| - Bélgica - Checoslovaquia - Inglaterra - Francia | - Grecia - Hungría - Irlanda - Islandia | - Italia - Irlanda del Norte - Polonia - Portugal | - Rusia - España - Suiza - Turquía |

## Fase de grupos

### Grupo A
| País              | J | G | E | P | GF | GC | GD | Pts |
| ----------------- | - | - | - | - | -- | -- | -- | --- |
| Polonia           | 3 | 2 | 1 | 0 | 4  | 1  | +3 | 7   |
| Suiza             | 3 | 1 | 2 | 0 | 3  | 2  | +1 | 5   |
| Islandia          | 3 | 1 | 0 | 2 | 6  | 5  | +1 | 3   |
| Irlanda del Norte | 3 | 0 | 1 | 2 | 3  | 8  | −5 | 1   |

| Equipo 1          | Resultado | Equipo 2          |
| ----------------- | --------- | ----------------- |
| Polonia           | 1-1       | Suiza             |
| Islandia          | 6-2       | Irlanda del Norte |
| Polonia           | 2-0       | Islandia          |
| Suiza             | 1-1       | Irlanda del Norte |
| Irlanda del Norte | 0-1       | Polonia           |
| Islandia          | 0-1       | Suiza             |

### Grupo B
| País    | J | G | E | P | GF | GC | GD | Pts |
| ------- | - | - | - | - | -- | -- | -- | --- |
| Hungría | 3 | 2 | 0 | 1 | 4  | 2  | +2 | 6   |
| España  | 3 | 2 | 0 | 1 | 3  | 2  | +1 | 6   |
| Turquía | 3 | 1 | 1 | 1 | 3  | 3  | 0  | 4   |
| Grecia  | 3 | 0 | 1 | 2 | 2  | 5  | −3 | 1   |

| Equipo 1 | Resultado | Equipo 2 |
| -------- | --------- | -------- |
| Hungría  | 2-0       | Grecia   |
| Turquía  | 0-1       | España   |
| España   | 1-0       | Grecia   |
| Hungría  | 0-1       | Turquía  |
| España   | 1-2       | Hungría  |
| Grecia   | 2-2       | Turquía  |

### Grupo C
| País           | J | G | E | P | GF | GC | GD | Pts |
| -------------- | - | - | - | - | -- | -- | -- | --- |
| Checoslovaquia | 3 | 2 | 1 | 0 | 4  | 1  | +3 | 7   |
| Bélgica        | 3 | 1 | 2 | 0 | 3  | 2  | +1 | 5   |
| Inglaterra     | 3 | 1 | 1 | 1 | 2  | 3  | −1 | 4   |
| Irlanda        | 3 | 0 | 0 | 3 | 2  | 5  | −3 | 0   |

| Equipo 1       | Resultado | Equipo 2       |
| -------------- | --------- | -------------- |
| Bélgica        | 1-1       | Inglaterra     |
| Irlanda        | 1-2       | Checoslovaquia |
| Inglaterra     | 1-0       | Irlanda        |
| Checoslovaquia | 0-0       | Bélgica        |
| Inglaterra     | 0-2       | Checoslovaquia |
| Irlanda        | 1-2       | Bélgica        |

### Grupo D
| País     | J | G | E | P | GF | GC | GD | Pts |
| -------- | - | - | - | - | -- | -- | -- | --- |
| Italia   | 3 | 2 | 1 | 0 | 5  | 3  | +2 | 7   |
| Francia  | 3 | 1 | 2 | 0 | 5  | 3  | +2 | 5   |
| Rusia    | 3 | 0 | 2 | 1 | 3  | 4  | −1 | 2   |
| Portugal | 3 | 0 | 1 | 2 | 3  | 6  | −3 | 1   |

| Equipo 1 | Resultado | Equipo 2 |
| -------- | --------- | -------- |
| Francia  | 1-1       | Rusia    |
| Portugal | 1-2       | Italia   |
| Francia  | 3-1       | Portugal |
| Rusia    | 1-2       | Italia   |
| Italia   | 1-1       | Francia  |
| Rusia    | 1-1       | Portugal |

## Fase final
|  | Cuartos de final | Cuartos de final |                 |                | Semifinales | Semifinales |  |         | Final     | Final     |  |
|  | 3 de mayo        | 3 de mayo        |                 |                | 5 de mayo   | 5 de mayo   |  |         | 7 de mayo | 7 de mayo |  |
|  |                  |                  |                 |                |             |             |  |         |           |           |  |
|  |                  |                  |                 |                |             |             |  |         |           |           |  |
|  | Polonia (DP 2-0) | 0                |                 |                |             |             |  |         |           |           |  |
|  | Polonia (DP 2-0) | 0                |                 |                |             |             |  |         |           |           |  |
|  | Bélgica          | 0                |                 |                |             |             |  |         |           |           |  |
|  | Bélgica          | 0                |                 | Polonia (t.e.) | 2           |             |  |         |           |           |  |
|  |                  |                  |                 | Polonia (t.e.) | 2           |             |  |         |           |           |  |
|  |                  |                  | Francia         | 1              |             |             |  |         |           |           |  |
|  | Hungría          | 0                | Francia         | 1              |             |             |  |         |           |           |  |
|  | Hungría          | 0                |                 |                |             |             |  |         |           |           |  |
|  | Francia          | 3                |                 |                |             |             |  |         |           |           |  |
|  | Francia          | 3                |                 |                |             |             |  | Polonia | 1         |           |  |
|  |                  |                  |                 |                |             |             |  | Polonia | 1         |           |  |
|  |                  |                  | Italia          | 0              |             |             |  |         |           |           |  |
|  | Checoslovaquia   | 3                | Italia          | 0              |             |             |  |         |           |           |  |
|  | Checoslovaquia   | 3                |                 |                |             |             |  |         |           |           |  |
|  | Suiza            | 0                |                 |                |             |             |  |         |           |           |  |
|  | Suiza            | 0                |                 | Checoslovaquia | 0           |             |  |         |           |           |  |
|  |                  |                  |                 | Checoslovaquia | 0           |             |  |         |           |           |  |
|  |                  |                  | Italia (DP 4-5) | 0              |             |             |  |         |           |           |  |
|  | Italia (DP 6-5)  | 0                | Italia (DP 4-5) | 0              |             |             |  |         |           |           |  |
|  | Italia (DP 6-5)  | 0                |                 |                |             |             |  |         |           |           |  |
|  | España           | 0                |                 |                |             |             |  |         |           |           |  |
|  | España           | 0                |                 |                |             |             |  |         |           |           |  |
|  |                  |                  |                 |                |             |             |  |         |           |           |  |

### Tercer lugar
| Equipo 1 | Resultado | Equipo 2       |
| -------- | --------- | -------------- |
| Francia  | 1-2       | Checoslovaquia |

## Campeón
| Eurocopa Sub-16 1993 |
| -------------------- |
| Bandera de Polonia   |
| Polonia 1º Título    |

## Clasificados al Mundial Sub-17
| - República Checa | - Italia - Polonia |